# Principauté de Condé
Ne doit pas être confondu avec Seigneurie de Condé-sur-l'Escaut.
La seigneurie de Condé-en-Brie était située dans la Brie. Au XVIe siècle, elle devint une principauté et donna son nom à la maison de Condé, une branche cadette des Capétiens.
La seigneurie de Condé-en-Brie appartenait au XIIIe siècle aux Montmirail, comme La Ferté-Gaucher. Elle passe ensuite à la première, puis à la seconde maison de Coucy. Quand celle-ci s'éteignit au début du XVe siècle, elle échut à la maison de Scarpone (les ducs de Bar), puis aux comtes de Saint-Pol de la maison de Luxembourg-Ligny. Le mariage de Marie de Luxembourg avec François de Bourbon-Vendôme la fit entrer dans les possessions de la maison de Bourbon-Vendôme. Elle donna son nom à une branche de cette maison, la maison de Condé, issue de Louis de Bourbon. Ce dernier passa son enfance à Condé et prit le titre de « prince de Condé ». Les chefs de la maison de Condé firent de même jusqu'à son extinction en 1830, même s'ils ne possédaient plus la seigneurie de Condé-en-Brie depuis 1569. En effet, la seigneurie de Condé passa quant à elle à une branche cadette des Condé, la maison de Bourbon-Soissons, issue de Charles de Bourbon-Soissons, fils cadet de Louis de Bourbon, premier prince de Condé. Par mariage, elle échut ensuite aux Savoie-Carignan, puis fut confisquée par Louis XIV en 1711.
Les anciennes terres de la principauté de Condé correspondent aujourd'hui, à peu de chose près, à la composition actuelle de l'ancien canton de Condé-en-Brie.

## Liste des seigneurs de Condé
- Jusqu'en 1217 : Jean de Montmirail
- 1217-1240 : Jean II de Montmirail, fils du précédent.
- 1240-1262 : Mathieu de Montmirail, frère du précédent.
- 1262-1264 : Marie de Montmirail, sœur des précédents, épouse Enguerrand III de Coucy[2].
- 1264-1311 : Enguerrand IV de Coucy, fils de la précédente.
- 1311-1321 : Enguerrand V de Coucy, fils d'Arnould III de Guînes et d'Alix de Coucy, sœur du précédent[3].
- 1321-1344 : Enguerrand de Coucy-Meaux, fils cadet du précédent et frère de Guillaume, vicomte de Meaux, sire de La Ferté-Ancoul[4],[5].
- 1344- vers 1350 : Philippe de Coucy-Meaux, son fils.
- ~1350-1371 : Peut-être Marie de Coucy, dite dame de Condé, et Jeanne de Coucy (née vers 1325 - † 1363 ou 1368), sœurs du précédent. Puis Éléonore de Coucy, fille du précédent († 1371).
- 1371-1408 : Robert VIII de Béthune-Locres, fils de Jeanne de Coucy-Meaux († 1363), sœur de Philippe et Marie.
- 1408-1415/1450 : sa fille Jeanne de Béthune, † 1450, et son mari (et cousin éloigné[6]) Robert de Bar, † 1415 à Azincourt[7], fils de Marie et petit-fils d'Enguerrand VII.
- 1415/1450-1462 : Jeanne de Bar, fille des précédents, épouse Louis de Luxembourg-Saint-Pol[8].
- 1462-1476 : Jean de Luxembourg-Soissons, fils de la précédente.
- 1476-1482 : Pierre II de Luxembourg-Saint-Pol, frère du précédent.
- 1482-1546 : Marie de Luxembourg, fille du précédent, épouse François de Bourbon-Vendôme.
- 1546-1556 : Louis de Bourbon-Vendôme, fils de la précédente.
- 1556-1569 : Louis Ier de Bourbon-Condé, neveu du précédent, fils de Charles, premier prince de Condé.
- 1569-1615 : Charles de Bourbon-Soissons, fils du précédent.
- 1615-1641 : Louis de Bourbon-Soissons, fils du précédent.
- 1641-1656 : Marie de Bourbon-Soissons, sœur du précédent, épouse Thomas de Savoie-Carignan[9].
- 1646/1650-1656 : Thomas de Savoie-Carignan, mari de la précédente.
- 1656-1673 : Emmanuel-Philibert de Savoie-Carignan, fils des précédents du précédent.
- 1673-1711 : Victor-Amédée Ier de Savoie-Carignan, fils du précédent.
- 1711 : confiscation par Louis XIV. Victor-Amédée Ier de Savoie-Carignan vend en 1719 la principauté de Condé à Jean François Ier Leriget, marquis de La Faye.
- 1719-1731 : Jean François Ier Leriget, marquis de La Faye.
- 1731-1747 : Jean-François II Leriget, marquis de La Faye, neveu du précédent.
- 1747-1789 : Françoise Hippolyte Leriget de La Faye, fille du précédent, épouse de Thomas-Lucretius de La Tour du Pin-Montauban, marquis de La Chaux.
- 1789 : abolition des privilèges. La seigneurie est supprimée. La marquise de La Tour du Pin-Montauban de La Chaux, dernière dame de la principauté, demeure propriétaire du château jusqu'à sa mort en 1814.

## Liste des princes de Condé
| Portrait | Nom                                         | Règne     | Notes                                       | Armoiries |
| -------- | ------------------------------------------- | --------- | ------------------------------------------- | --------- |
|          | Louis Ier de Bourbon-Condé (1530-1569)      | 1546-1569 | 1er prince de Condé.                        |           |
|          | Henri Ier de Bourbon-Condé (1552-1588)      | 1569-1588 | 2e prince de Condé.                         |           |
|          | Henri II de Bourbon-Condé (1588-1646)       | 1588-1646 | 3e prince de Condé.                         |           |
|          | Louis II de Bourbon-Condé (1621-1686)       | 1646-1686 | 4e prince de Condé, dit « le Grand Condé ». |           |
|          | Henri-Jules de Bourbon-Condé (1643-1709)    | 1686-1709 | 5e prince de Condé.                         |           |
|          | Louis III de Bourbon-Condé (1668-1710)      | 1709-1710 | 6e prince de Condé.                         |           |
|          | Louis IV Henri de Bourbon-Condé (1692-1740) | 1710-1740 | 7e prince de Condé.                         |           |
|          | Louis V Joseph de Bourbon-Condé (1736-1818) | 1740-1818 | 8e prince de Condé.                         |           |
|          | Louis VI Henri de Bourbon-Condé (1756-1830) | 1818-1830 | 9e prince de Condé.                         |           |

### Titre de la monarchie de Juillet

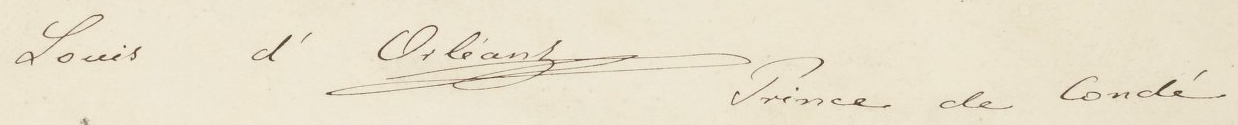
Signature de Louis d'Orléans.

| Portrait | Nom                         | Règne     | Notes                                                                       | Armoiries |
| -------- | --------------------------- | --------- | --------------------------------------------------------------------------- | --------- |
|          | Louis d'Orléans (1845-1866) | 1845-1866 | Titré prince de Condé, fils du duc d'Aumale, héritier des princes de Condé. |           |

## La principauté de Condé en 1783
« Tous les titres du dernier siècle donnent à la terre de Condé le titre de Principauté. Elle a été possédée par de Hauts & Puissants Seigneurs, depuis le XIIIe siècle (…) Un Château avec une Chap. Domestique ; Jardins & Parc, où se réunissent 4 petites rivières ou ruisseaux. Il y a dans ce Chât. des Peintures à Fresque de Servandoni, & des Tableaux de chasse du fameux Oudry. »

— États ecclésiastique et civil du diocèse de soissons, 1783, Avec Approbation & Privilège du Roi.